# Darrell Dexter
Darrell Dexter (nascido em 10 de setembro de 1957, em Halifax, Nova Escócia) é um advogado, jornalista e político do Canadá. É membro do Novo Partido Democrático desde 2001. Ele foi eleito governador de Nova Scotia em 2009 depois de derrotar o conservador Rodney MacDonald. 